# Nienoordsche polder
De Nienoordsche polder is een voormalig waterschap in de provincie Groningen.
De polder was gelegen ten noorden van Leek, tussen de Nienoordslaan en het Leeksterhoofddiep is. De noordgrens werd gevormd door de Groeve of Molenkanaal. Hier stond ook, in de noordoost hoek van het gebied, de bemalingsinrichting, een windtonmolen of tjasker.
Waterstaatkundig gezien ligt het gebied sinds 1995 binnen dat van het waterschap Noorderzijlvest.